# Per Frimann
Per Frimann Hansen (Gladsaxe, 4 giugno 1962) è un ex calciatore danese, di ruolo centrocampista.

## Caratteristiche tecniche
Giocava normalmente in posizione di centrocampista centrale.

## Carriera

### Club
Nel 1981, dopo aver militato per una parte di stagione nella massima divisione danese tra le file del KB, si trasferisce non ancora ventenne in Belgio per vestire la maglia dell'Anderlecht. Trascorre nei bianco-malva la maggior parte della propria carriera, trovandosi spesso a giocare con alcuni connazionali. Vince in questo periodo tre titoli belgi e la Coppa UEFA 1982-1983, arrivando inoltre a disputare la finale anche nell'edizione successiva e la semifinale della Coppa dei Campioni nelle edizioni 1981-1982 e 1985-1986.
Frimann torna in Danimarca nel 1988 firmando per l'Aarhus, con il quale conquista la Coppa di Danimarca nello stesso anno; disputa le ultime due stagioni nel Brøndby, ritirandosi infine nel 1990.

### Nazionale
Esordisce nella Danimarca nel 1983, mentre tre anni dopo vola in Messico per disputare il campionato del mondo 1986, durante il quale non viene però mai utilizzato. Gioca invece una partita nel successivo campionato d'Europa 1988, quella vinta per 2-0 dall'Italia nella fase a gruppi.
Con la Nazionale disputa in totale 16 incontri e segna 1 gol.

## Palmarès

### Club
- Campionato belga: 3

Anderlecht: 1984-1985, 1985-1986, 1986-1987
- Coppa di Danimarca: 1

Aahrus: 1987-1988
- Coppa UEFA: 1

Anderlecht: 1982-1983